# John P. Walters

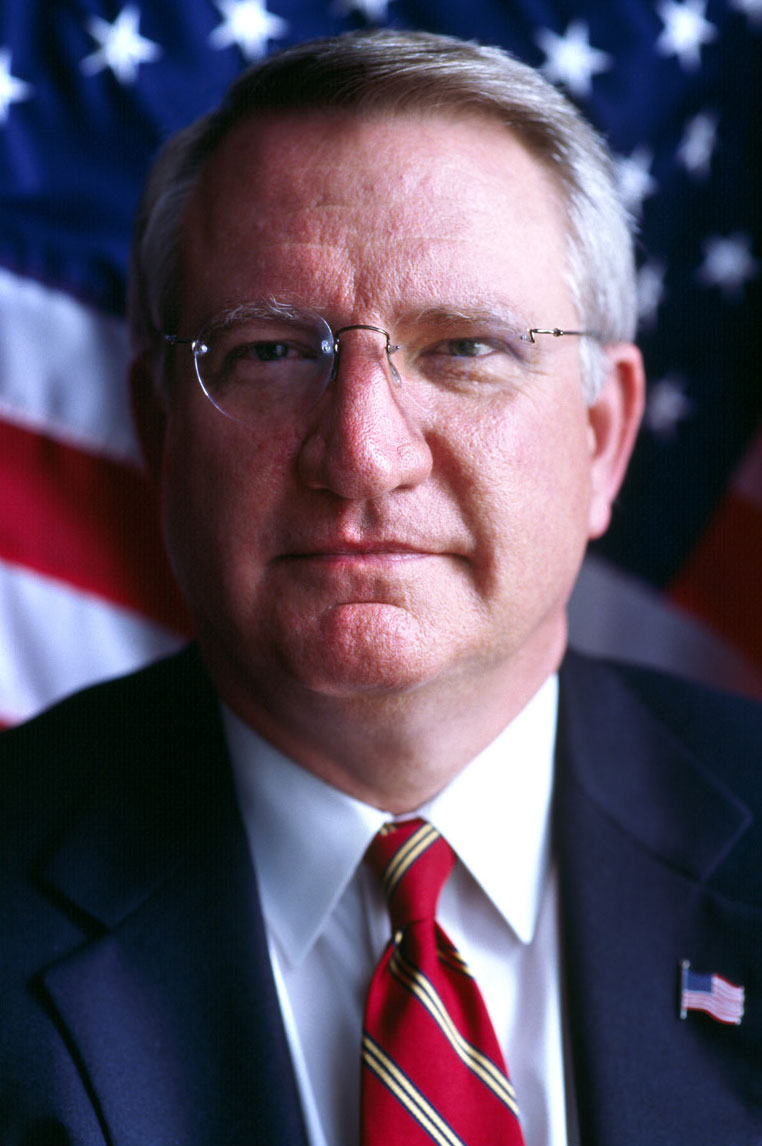
John P. Walters

John P. Walters (* 8. Februar 1952) ist ein US-amerikanischer Politikwissenschaftler, Hochschullehrer und Regierungsbeamter, der 1993 kommissarischer Direktor sowie zwischen 2001 und 2009 Direktor des Büros für Nationale Drogenkontrollpolitik ONDCP (Office of National Drug Control Policy) war. Seit 2021 leitet er das Hudson Institute, einen einflussreichen konservativen Thinktank in Washington.

## Leben
John P. Walters absolvierte ein grundständiges Studium an der Michigan State University, welches er mit einem Bachelor of Arts (BA) beendete. Ein postgraduales Studium an der University of Toronto schloss er mit einem Master of Arts (MA) ab. Er war als Dozent für Politikwissenschaften am Boston College tätig und war zwischen 1982 und 1985 als Programmverantwortlicher der Nationalen Stiftung für Geisteswissenschaften NEH (National Endowment for the Humanities) tätig. 1985 wurde er Assistent von William J. Bennett, der vom 6. Februar 1985 bis zum 20. September 1988 US-Bildungsminister im Kabinett Reagan war. Nachdem William Bennett am 13. März 1989 im Kabinett George H. W. Bush erster Direktor des Büros für Nationale Drogenkontrollpolitik ONDCP wurde, wurde Walters dessen Chef des Stabes und bekleidete diese Funktion bis 1991. Unter Bob Martinez, der zwischen dem 28. März 1991 und dem 20. Januar 1993 Bennetts Nachfolger als ONDCP-Direktor war, fungierte er als stellvertretender Direktor dieser Behörde. Im Kabinett Clinton bekleidete er vom 20. Januar 1993 bis zum Amtsantritt von Lee P. Brown am 19. Juli 1993 kommissarisch den Posten als Direktor des ONDCP.

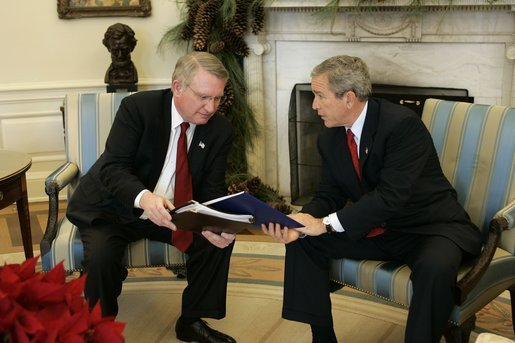
John P. Walters im Gespräch mit US-Präsident George W. Bush (2004).

Nach seinem Ausscheiden aus der Regierung war Walters 1993 zunächst Gastwissenschaftler (Visiting Fellow) am Hudson Institute, eine führende konservative US-amerikanische Denkfabrik. Er lehrte daraufhin als Professor für Politikwissenschaften an der Michigan State University und engagierte sich zwischen 1996 und 2001 zudem als Präsident des Philanthropy Roundtable, ein 1987 gegründetes Projekt des ehemaligen Madison Center for Educational Affairs. 
Nach dem Rücktritt von Barry McCaffrey am 20. Januar 2001 wurde John P. Walters am 5. Juni 2001 von US-Präsident George W. Bush als dessen Nachfolger für das Amt des Direktors des Büros für Nationale Drogenkontrollpolitik ONDCP (Office of National Drug Control Policy) nominiert. Er bekleidete dieses Amt im Kabinett George W. Bush vom 7. Dezember 2001 bis zum 20. Januar 2009.

## Veröffentlichung
- Body count. Moral poverty – and how to win America’s war against crime and drugs, Mitautoren William J. Bennett, John J. DiIulio, Jr., Simon & Schuster, New York City 1996, ISBN 0-684-8-32259